# Claude Hanoteau
Claude Hanoteau (Parijs, 4 januari 1939) is een Frans rechter. Hij begon als onderzoeksrechter en klom daarna op als rechter en rechter-president in eigen land, Nieuw-Caledonië en Frans-Polynesië. Daarna was hij kortstondig rechter van het Joegoslavië-tribunaal.

## Levensloop
Hanoteau slaagde in 1961 als Bachelor of Laws aan Sorbonne in Parijs en studeerde daarna van 1963 tot 1966 aan de École nationale de la magistrature (ENM) in Bordeaux, dat in Frankrijk de aangewezen school is voor de opleiding van rechters. Vervolgens werd hij vanaf 1966 onderzoeksrechter aan de Hoven van Hogere Jurisdictie van Arras, Rijsel en Lyon en van 1973 tot 1981 senior onderzoeksrechter van dit hof in Parijs.
Van 1981 tot 1983 was hij vicepresident van het Hof van Hogere Jurisdictie van Parijs en hield hij zich bezig met zaken binnen het gewoonterecht en op het gebied van vervalsing. Aansluitend werd hij tot 1987 rechter van het Hof van Beroep in Parijs en was hij rechter-president van een van de assisenhoven met oordelen over zware misdrijven en delicten. Van 1988 tot 1990 was hij seniorpresident van het Hof van Beroep in Nouméa op Nieuw-Caledonië nabij Australië.
In 1990 kwam hij terug naar het Franse vasteland en werd hij president van het Hof van Hogere Jurisdictie van Créteil, een hof waaraan meer dan honderd rechters dienen en waar hij naast zijn leidinggevende taken geregeld het voorzitterschap op zich nam in burgerlijke en strafzaken. In 1992 ging hij opnieuw naar Oceanië en was hij tot 1994 seniorpresident van het Hof van Beroep van Papeete en fungeerde hij ook geregeld als president van het assisenhof van Frans-Polynesië. Van 1994 tot 1998 was hij seniorpresident van het Hof van Beroep van Rennes en had hij de leiding over twaalf hoven in vijf Franse departementen.
Sinds 1998 gaf hij trainingen aan rechters. Verder was hij directeur van de École nationale de la magistrature (ENM). Ook gaf hij hier tussen 1976 tot 1980 les aan onderzoeksrechters, en colleges in strafprocesrecht aan buitenlandse Franssprekende rechters. Hij was verder betrokken bij het toezicht op twee referenda over de onafhankelijkheid van de Comoren en van Afar- en Issaland (Djibouti). 
Van 2005 tot 2006 diende hij als rechter ad litem van het Joegoslavië-tribunaal in Den Haag. Hier was hij betrokken bij de zaak tegen Momčilo Krajišnik; voorzittend rechter in deze zaak was Fons Orie.